# Punya Thitimajshima
Punya Thitimajshima (Thai: ปัญญา ฐิติมัชฌิมา; * 9. November 1955; † 9. Mai 2006) war ein thailändischer Informationstheoretiker, bekannt als Ko-Erfinder der Turbo-Codes mit Claude Berrou und Alain Glavieux. Er war Professor für Nachrichtentechnik am King Mongkut’s Institute of Technology Lat Krabang (KMITL).
Thitimajshima studierte am KMITL Steuer- und Regelungstechnik und Elektrotechnik und Nachrichtentechnik an der École Nationale Supérieure des Télécommunications de Bretagne und der Universite de Bretagne Occidentale. 1993 wurde er dort promoviert (Systematic recursive convolutional codes and their application to parallel concatenation). 1995 wurde er Lecturer und dann Associate Professor am KMITL (Abteilung Telecommunications Engineering).
1993 veröffentlichte er mit Berrou und Glavieux die grundlegende Arbeit, in der Turbocodes eingeführt wurden. Die Erfindung der Turbocodes revolutionierte die fehlerkorrigierende Kodierung in der digitalen Informationsübertragung und zeigte die Möglichkeit von Codes nahe dem Shannon-Grenzwert. Sie wurden vielfach zum Beispiel in Satellitenkommunikation (zum Beispiel von der NASA zum Mars Reconnaissance Orbiter) und Mobilfunk eingesetzt.
1998 erhielt er den Golden Jubilee Award for Technological Innovation der IEEE Information Theory Society mit Claude Berrou und Alain Glavieux. 2003 erhielt er den Preis des Königs von Thailand für herausragende technologische Leistung.

## Schriften
- mit Berrou, Glavieux: Near Shannon Limit error-correcting coding and decoding: Turbo-codes, Proceedings of IEEE International Communications Conference 1993, pdf